# Galt FC
Der Galt Football Club war ein kanadischer Fußballverein aus dem heute zu Cambridge gehörenden Galt in Ontario. Der Verein ist insbesondere durch seinen Sieg bei den Olympischen Spielen 1904 bekannt, als er als Vertreter Kanadas die Goldmedaille gewann.

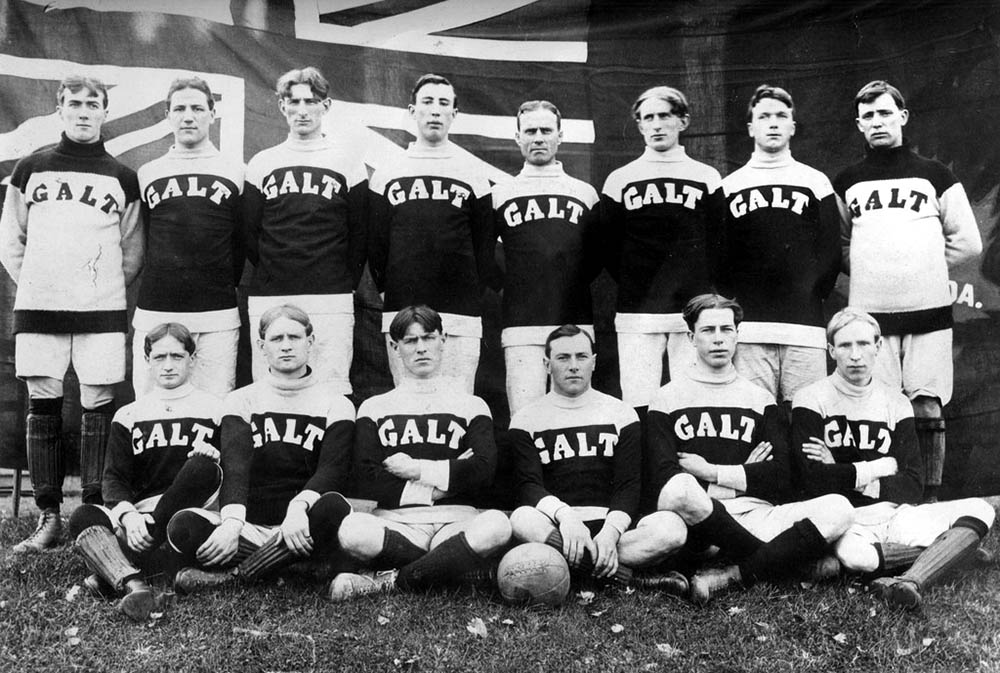
Das kanadische Team Galt FC gewann die Goldmedaille beim olympischen Fußballturnier 1904.

## Geschichte
Der Galt FC wurde 1881 oder 1882 gegründet und trat der 1880 gegründeten Western Football Association bei. 1886, 1887 sowie 1893 gewann der Klub jeweils den Meistertitel des Verbandes. Bei Aufnahme des Ligaspielbetriebs in der vom Verband organisierten Ontario Football Association League im Jahr 1901 gehörte der Klub zu den Gründungsmitgliedern und gewann den auch als Ontario-Cup bezeichneten Wettbewerb in den ersten drei Ausgaben bis 1903.
Bei den in St. Louis stattfindenden Olympischen Sommerspielen 1904 wurden zum zweiten Mal Fußballspiele veranstaltet. Zur Teilnahme gab es keine Qualifikation, diese war vielmehr freiwillig. Aufgrund der langen Anreise und entsprechend hoher Reisekosten entsandten nur wenige Staaten aus Übersee Athleten, dies spiegelt sich auch im lediglich aus US-amerikanischen und kanadischen Mannschaften bestehenden Teilnehmerfeld des Fußballwettbewerbs. Zwar hatten mehrere Mannschaften im Vorfeld Interesse an einer Teilnahme bekundet, im Vorfeld zu den Olympischen Spielen reduzierte sich die Anzahl jedoch auf drei Mannschaften. In Kanada waren die Berlin Rangers und die an der University of Toronto beheimatete Mannschaft Toronto Varsity neben Galt FC insbesondere an einer Partizipation interessiert. Während den Rangers finanzielle Probleme eine Anreise verwährten, verzichtete Toronto Varsity nach einer deutlichen Niederlage gegen den Galt FC vor dem Turnier auf eine Teilnahme, da man nicht nur um einen zweiten Platz spielen wollte. Während zwei Collegemannschaften aus St. Louis antraten, war der Galt FC somit der einzige ausländische Vertreter. Nachdem die anderen Wettbewerbe der im Juli gestarteten Olympischen Spiele teilweise bereits lange beendet gewesen waren, begann das olympische Fußballturnier am 16. November mit einem 7:0-Erfolg des Galt FC gegen die Mannschaft des Christian Brothers’ College. Bereits am folgenden Tag entschied der Klub den Wettbewerb mit einem 4:0-Sieg gegen die Elf der St. Rose School of St. Louis für sich.
1905 krönte sich der Galt FC zum kanadischen Meister, wenngleich der Titel vor Gründung der Canadian Soccer Association errungen wurde und somit allenfalls inoffiziellen Charakter hat. Hierzu wurde Montreal Westmount in Hin- und Rückspiel jeweils mit einem 2:1-Erfolg geschlagen. Im selben Jahr traf die Mannschaft auf die durch die Vereinigten Staaten und Ostkanada tourende englische Amateurmannschaft The Pilgrims. Das Spiel wurde angesichts der Tatsache, dass der Olympiasieger antrat, als Spiel um die Weltmeisterschaft angekündigt. Im Dickson Park, dem Heimstadion des Galt FC, folgten ungefähr 3.500 Zuschauer der Auseinandersetzung, die mit einem 3:3-Unentschieden endete. Fünf Jahre später schrieb sich der Klub mit dem Gewinn des Ontario-Cups ein letztes Mal in die Annalen des kanadischen Fußballs.
2004 wurde die Olympiamannschaft von 1904 in die Canada Soccer Hall of Fame aufgenommen.